# Zittig
Zittig (lb. Zëtteg) – wieś (Uertschaft) we wschodnim Luksemburgu, w kantonie Echternach, w gminie Bech. Do 3 października 2015 miejscowość leżała w dystrykcie Grevenmacher. Wieś zamieszkują 84 osoby (1 stycznia 2023).